# Wabasha County
Wabasha County er et county i den amerikanske delstat Minnesota. Amtet ligger i den sydøstlige del af delstaten og grænser op til Winona County i sydøst, Olmsted County i syd og mod Goodhue County i vest og nordvest. Amtet grænser desuden op til delstaten Wisconsin i nordøst ved floden Mississippi, der udgør en naturlig grænse.
Wabasha totale areal er 1.424 km² hvoraf 64 km² er vand. I 2000 havde amtet 21.610 indbyggere. Amtets administration ligger i byen Wabasha. 
44°17′N 92°14′V / 44.28°N 92.24°V